# レオナルド・ドゥケ
レオナルド・ドゥケ（Leonardo Duque、1980年4月10日- ）は、コロンビア、カリ出身の自転車競技選手。

## 経歴
ロードレースを主体に、トラックレースでも活動している。
2003年
- マディソン、ポイントレース、スクラッチを制し、国内選手権における長距離系三冠を達成。

2004年
- アテネオリンピックのマディソンに出場（16位）。

2006年、コフィディスに移籍。
- ジロ・デ・イタリア（総合47位）
- ブエルタ・ア・エスパーニャ（総合80位）。
- ツール・デュ・リムザン総合優勝。

2007年
- ブエルタ・ア・エスパーニャ第16ステージを勝利。

2008年
- ツール・ド・フランスに出場し、ポイント賞部門で第4位となった。

2012年
- E3・ハレルベーク 4位